# Hélmer Herrera Buitrago
Hélmer Herrera Buitrago (detto Pacho) (Palmira, 24 agosto 1951 – Palmira, 4 novembre 1998) è stato un criminale colombiano, narcotrafficante capo del cartello di Cali, dopo la disfatta dei fratelli Gilberto Rodríguez e Miguel Rodríguez Orejuela, e José Santacruz Londoño.
Con il fratello José Manuel gestiva il traffico internazionale di cocaina dal sud della Colombia agli Stati Uniti e in Europa. Morì ammazzato in carcere con 7 pallottole.

## Biografia

### I primi anni
Helmer Herrera trascorse la prima parte della sua vita nella città colombiana di Palmira, nella Valle del Cauca dove studiò come manutentore tecnico. Si trasferì poi a New York negli Stati Uniti, dove lavorò come meccanico industriale nella Nemac Corporation. Divenne poi mediatore di metalli preziosi, ma nel 1975 iniziò a distribuire cocaina nel suo quartiere. Nel 1978 fu arrestato per spaccio a New York.

### Il cartello di Cali
Nel 1983, Herrera andò a Cali, in Colombia, per negoziare i diritti di affiliazione con il Cartello di Cali per la città di New York. In seguito aprì le rotte per il Cartello di Cali attraverso il Messico, con collegamenti che aveva precedentemente stabilito.
Herrera gestiva anche una delle "operazioni di riciclaggio di denaro più sofisticate e redditizie", secondo la Drug Enforcement Administration degli Stati Uniti. Herrera fu presto promosso a capo del cartello di Cali e gli fu assegnato il controllo sulla città meridionale di Cali, Jamundí, e nelle città del nord di Cali, Palmira e Yumbo.
L'operazione Herrera, secondo la DEA, riguardava l'importazione della materia prima dal Perù e dalla Bolivia, che sarebbero state poi spostate tramite i propri mezzi di trasporto ai laboratori di conversione in Colombia. Si ritiene che Herrera abbia ingaggiato a guardia dei laboratori i membri delle forze di guerriglia come le Fuerzas Armadas Revolucionarias de Colombia (FARC) e il movimento M-19.
Herrera ha sempre mantenuto un profilo molto basso e non è mai stato intervistato, e il suo nome non è quasi mai menzionato con quello degli altri leader del cartello di Cali. Anche se fosse visto come la fonte della maggior parte dei fondi coinvolti nel finanziamento illecito della campagna presidenziale di Ernesto Samper, Herrera stesso non ha mai parlato dell'accusa e non è mai stato formalmente coinvolto nelle indagini. Il suo nome venne alla luce solo dopo un attacco terroristico su un campo di calcio a Candelaria, Valle del Cauca, il 25 settembre 1990; 20 uomini armati in divisa da esercito e da polizia aprirono il fuoco sulla folla dove si trovava Herrera, uccidendo 18 persone, senza colpire Herrera. L'attacco venne attribuito al cartello di Medellín, in particolare a Pablo Escobar, che a quanto pare accusò Herrera di essere il mandante dell'esplosione del 13 gennaio 1988 nell'edificio Monaco di proprietà di Escobar in una delle zone più ricche della città di Medellín. La guerra tra i cartelli versò molto sangue da entrambe le parti, ma Herrera assunse un ruolo secondario e lasciò i combattimenti ai fratelli Rodríguez. Un altro tentativo di uccidere Herrera avvenne il 27 luglio 1991, in una località di vacanze, dove uomini armati e incappucciati spararono alle persone del luogo, uccidendone 17 e ferendone altre 13. 
Herrera è stato sempre considerato il principale finanziatore dell'organizzazione Los Pepes, ma il suo nome non è mai stato ufficialmente associato a loro.

### La consegna alla giustizia colombiana
Il 1º settembre 1996 Hélmer Herrera, stanco, dopo una latitanza di 16 mesi decise di consegnarsi al generale Rosso José Serrano, capo dell'unità Bloque de Búsqueda della polizia nazionale colombiana, nella chiesa di Yumbo.
Fu l'ultimo capo del cartello di Cali a venir catturato e poco dopo, l'8 ottobre 1996, rivelò alla polizia di aver collaborato alla cattura di Pablo Escobar affermando anche di aver speso tutto il suo capitale nell'impresa. 
Trasferito nel settore di massima sicurezza del carcere di Palmira, fu processato per traffico di droga, non essendoci prove per accusarlo di omicidio; fu condannato a 14 anni di prigione. Il 19 settembre 1996 confessò davanti al Procuratore Generale di aver commesso i reati di traffico di stupefacenti, appropriazione indebita, associazione a delinquere e riciclaggio di dollari e ammise di aver collaborato con il capo José Santacruz Londoño e altri esponenti del cartello di Cali per importare cocaina nel territorio degli Stati Uniti.

### L'assassinio
Hélmer Herrera venne ucciso il 4 novembre 1998 con sette colpi di arma da fuoco alla testa durante una partita di calcio da un uomo che era entrato nel carcere di Palmira spacciandosi per avvocato. L'omicida venne identificato come Rafael Ángel Uribe Serna, zio dei fratelli Calle Serna, capi dell'organizzazione Los Comba. Dopo una lunga e difficoltosa serie di indagini, si scoprì che l'omicidio era stato ordinato dai capi del cartello del Norte del Valle e coordinato da Wilber Varela, per rappresaglia contro un attentato ordinato da Hélmer Herrera contro lo stesso Varela nel 1996 nonché per la possibile collaborazione di Herrera con le autorità statunitensi per far catturare José Orlando Henao Montoya, capo supremo del cartello del Norte del Valle.
L'uccisione di Herrera scatenò una guerra tra il cartello di Norte del Valle e il clan Herrera, che provocò la morte di José Orlando Henao Montoya per mano di José Manuel Herrera, fratello di Hélmer Herrera, e poi l'omicidio di quest'ultimo per vendetta da parte del cartello di Norte del Valle.